# PGC 2031241
LEDA/PGC 2031241 ist eine Elliptische Galaxie vom Hubble-Typ E3 im Sternbild Jagdhunde am Nordsternhimmel. Sie ist schätzungsweise 540 Millionen Lichtjahre von der Milchstraße entfernt und hat einen Durchmesser von etwa 60.000 Lichtjahren. Vom Sonnensystem aus entfernt sich das Objekt mit einer errechneten Radialgeschwindigkeit von näherungsweise 12.000 Kilometern pro Sekunde.
Im selben Himmelsareal befinden sich unter anderem die Galaxien IC 4300, IC 4302, IC 4304, PGC 48080.